# Summerfield (Maryland)
Summerfield es un lugar designado por el censo ubicado en el condado de Prince George en el estado estadounidense de Maryland. En el Censo de 2010 tenía una población de 10.898 habitantes y una densidad poblacional de 1.155,66 personas por km².

## Geografía
Summerfield se encuentra ubicado en las coordenadas 38°54′16″N 76°52′6″O / 38.90444, -76.86833. Según la Oficina del Censo de los Estados Unidos, Summerfield tiene una superficie total de 9.43 km², de la cual 9.4 km² corresponden a tierra firme y (0.3%) 0.03 km² es agua.

## Demografía
Según el censo de 2010, había 10.898 personas residiendo en Summerfield. La densidad de población era de 1.155,66 hab./km². De los 10.898 habitantes, Summerfield estaba compuesto por el 2.22% blancos, el 91.7% eran afroamericanos, el 0.27% eran amerindios, el 1.29% eran asiáticos, el 0.03% eran isleños del Pacífico, el 2.32% eran de otras razas y el 2.17% pertenecían a dos o más razas. Del total de la población el 4.52% eran hispanos o latinos de cualquier raza.